# محمد بن سعد المشعان
محمد بن سعد بن عبد الله المشعان (1933 - 16 ديسمبر 2001) (1352 - 1 شوال 1422) شاعر سعودي. ولد في مدينة الرياض. درس في كليّة العلوم الشرعيّة في جامعة الإمام محمد بن سعود الإسلامية عام 1960، وحصل على دبلوم في تربية المكفوفين في المركز النّموذجي لتعليم المكفوفين في القاهرة عام 1963. أنهى دروة في جامعة إنديانا في الولايات المتّحدة الأمريكية استمرت عامًا ونصف العام. عمل في مجال تدريس المكفوفين وتربيتهم وعمل بشكل حر. له دواوين شعرية عديدة وكانت له زاوية غرابيل في جريدة الرياض. توفي في مسقط رأسه.

## سيرته
ولد محمد بن سعد بن عبد الله المشعان في حي المربع بالرياض سنة 1933 م/ 1352 هـ ونشأ بها. كان والده يعمل إماماً لمسجد قصر الملك عبد العزيز، وأن وفاة والدته وهو في السادسة من عمره قد أحزنته كثيراً ظهر ذلك في شعره. تلقى تعليمه الأولي في الكتاتيب ودرس المرحلتين الابتدائية والثانوية بمدارس الرياض ثم أكمل دراسته في الجامعية في كلية العلوم الشرعية بجامعة الإمام محمد بن سعود الإسلامية 1380 هـ/ 1960 م وحصل على دبلوم في تربية المكفوفين من المركز النموذجي لتعليم المكفوفين بالقاهرة سنة 1963 م / 1382 هـ، ثم التحق بدورة تدريبية في جامعة إنديانا بالولايات المتحدة الأمريكية لمدة ثمانية عشر شهرًا انتهت عام 1974 م.

عمل مساعدًا لمدير معهد النور للمكفوفين 1380 هـ/ 1960 م، ثم مساعدًا لمدير إدارة التعليم الخاص بوزارة المعارف إلى أن كلّف بأعمال المدير العام لبرامج التعليم الخاص بوزارة المعارف. وفي عام 1406 هـ / 1986 م، طلب الإحالة إلى التقاعد المبكر، وعمل بالقطاع الخاص والأعمال الحر حيث عمل نائبًا لمدير العام للشؤون الإدارية والمالية في شركة حسام للتجارة والمقاولات. 

كانت له زاوية غرابيل في جريدة الرياض وكتب عشرات القصائد والمقالات وشارك في عدد من الأمسيات الشعرية بجمعية الثقافة والفنون والنادي الأدبي ومهرجان الجنادرية بالرياض.

توفي يوم 1 شوال 1422 / 16 ديسمبر 2001 بعد معاناة من المرض لم يمهله طويلاً.

## شعره
قال إنه بدأ الشعر مبكراً إلا أنه تأخر في نشره، فأول قصيدة نشرها في مجلة اليمامة في 7 ربيع الآخر 1395/ 18 أبريل 1975 بعنوان حلم. و«إن شعره يتسم بالبساطة وعدم التكلّف في بناء القصيدة، فهو يفضل الشكل الشعري المختزل، كالمقطوعات والرباعيات على النظام الخليلي ذي الشطرين، وله بعض القصائد القليلة على نظام الشعر التفعيلي. كما تتسم لغته الشعرية بالعفوية والبساطة التي ربما توقعه أحياناً في الابتذال اللفظي، والتعبير العامي.»

## مؤلفاته
من دواوينه الشعرية:
- نشوة الحزن، 1977
- إضاءات ، 1984
- ومضات ، 1989
- الألغاز ، أحاجي شعريّة ذهنية، 1989
- غرابيل، 1992
- يهيمون... ويقولون